# TETRIS 99
『TETRIS 99』（テトリス・ナインティナイン）は、任天堂が2019年2月14日に配信を開始したNintendo Switch用ゲームソフト。
当初は有料オンラインサービスであるNintendo Switch Onlineの加入者向けに追加料金無しで提供されていたが、同年5月10日以降は有料追加コンテンツを導入した場合に限り、オンラインサービスに加入しなくてもオフラインモードはプレイ可能となった。
2019年8月9日にNintendo Switch Online利用券（個人プラン12ヶ月）付きのパッケージ版が発売。追加コンテンツ「コンプリートパック」が付いている（第2弾は同年9月5日のアップデートで追加）。

## ゲーム内容
99人のバトルロイヤルゲーム形式でオンライン対戦するテトリス。画面上には自分と対戦相手98人のプレイ画面（中央の自分のフィールドの左右に49人ずつ）が表示され、99人の中で最後1人の生き残りを目指す。
6手先までのテトリミノが表示され、1個ホールドしておくことができる。ラインを複数、または連続で消すと相手プレイヤーのラインをせり上げる攻撃（フィールド左の枠にせり上がる量とそれまでの猶予時間）が出来る。表示できる予告おじゃまは12ラインまでなので、それ以上の攻撃は無効となる。

ラインせり上げの攻撃対象は、任意で選択する方法（スティック操作および画面のタッチ）と「作戦」に沿って自動で指定する方法がある。
プレイヤーの誰かがフィールド最上部までブロックが積み上がってゲームオーバー（リタイア）になると、最後にラインを送ったプレイヤーが「K.O.」した事となり、K.O.バッジが1個付与されるとともに相手が持っていたバッジも総取りする。（自分がK.O.した相手は金色のマーク、それ以外は灰色で表示される）
バッジの数や自分を狙っている相手の数に応じて、ラインせり上げ数がアップしていく。特に複数人に狙われている場合は、シングル消し単体でもラインを送れるようになる。
なお、所持しているバッジの数は他のプレイヤーからも可視化されており、レーン上部に表示される（25パーセントごとに4つ区切りで表示）。
残り人数の減少や、時間経過と共に、落下速度とせり上げまでの猶予時間が短縮され始め、さらに長時間が経過すると、ラインを送られたときにせり上げ数が加算されていく。これはマージンと呼ばれており、10分経過時に1ライン、そこから30秒ごとに1ラインずつ加算されていき、プラス11ラインになるまで加算されていく。基本的には1試合あたり9分くらいで終わるため、ハイレベルな戦いではない限り、マージンは入ることはない。
BGMは残り人数に応じて3曲推移し、通常では2種類の『コロブチカ』と、『熊蜂の飛行』が流れる。
K.O.された後は次のゲームのマッチングに移ることも出来るが、優勝者確定まで観戦を続けることも可能。チームバトルでは、生き残っている人をスティックで選んで、その人のプレイヤー名、戦況を見れるほか、チームバトルでは自分と同じチームのプレイヤーを一人選んで、いいね！を押して応援する事ができるようになった。成績に応じて得られる経験値を貯めることでプレイヤーランクが上がるほか、定期的にオンラインイベントも開催されている。
カスタマイズでテーマ（テトリミノのデザインや背景、BGMが変化する）やエンブレムの変更が可能。オンラインイベントではオリジナルテーマが入手できることがあるほか、2019年9月5日の更新からはデイリーミッションで入手したチケットを使用することでもテーマを入手することができるようになった。

### 作戦
上記のとおり、自分で相手を指定して攻撃しない場合は、これらの作戦を選択することで自動的に攻撃対象を選ぶ。カウンターの場合、自分を狙っているプレイヤー全てが攻撃対象として選ばれる。自分が狙われている場合は相手から自身のレーンの下段に「CAUTION!!」と表示され、自分を狙っている人の画面にラインが結ばれる。
とどめうち（K.O.s）
ブロックが高く積もり、ゲームオーバーになりそうなプレイヤーを自動で指定。ピンチになっている相手レーンの背景が赤くなるため、そこを優先して攻撃する。
確実にK.O.しバッジを堅実に集めることはできるが、その反面、バッジがどんどん蓄積するため、長時間続けていると「バッジねらい」を受けやすい。また、ピンチ状態になるほど高く積んだプレイヤーにはとどめうちによる狙いが集中しやすくなるため、それを利用した「カウンター」による反撃のリスクも高い。
バッジねらい（Badges）
バッジを多く持っているプレイヤーを自動で指定。
バッジを所有している相手は攻撃力が上昇しているうえ、早期に撃墜数を稼いだ強敵であることが多いため、さらに強くなる前に倒して自分が強くなる、もしくは自分がバッジトップを維持する方針。ただし、バッジによる攻撃力を得た相手にさらに「カウンター」の攻撃力アップが重なったときのリスクは相応に大きい。
カウンター（Attackers）
自分を狙っているプレイヤー全員（最大10人まで）に攻撃を仕掛ける。複数人への攻撃ができる唯一の作戦だが、これにより攻撃力が等分されることはない。
「とどめうち」や「バッジねらい」などで集中砲火にあっている時は攻撃力が大幅に上昇するため、そのときにこの作戦にすると一気にたくさんの相手をK.O.するチャンスとなる。
自分が誰にも狙われていない場合は「ランダム」と同じ効果になる。
ランダム（Random）
作戦選択時とラインを送るたびに、指定プレイヤーがランダムになる。
無作為に攻撃相手を選ぶため他の作戦で狙われやすい相手のカウンター（特に集中砲火時の強力な反撃）を回避しやすいが、その代わりに攻撃が分散しやすく、バッジを集めづらい。そのため終盤でバッジの数の差で突破される危険性が高まる。
チーム指定
チームバトル専用。自分以外の他のチームから選択し、そのうち無作為に1人だけ標的が選ばれる。チームを問わないランダムは使用できない。また、チームバトルでは「とどめうち」「バッジねらい」は使えなくなる。

### ゲームモード
インターネットを利用するモードで99人集まりきらなかった場合は、穴埋めとしてCPUが参加する。強さはモードによって変化。☆が記載されているモードは、プレイするには有料追加コンテンツの購入が必要となる。
TETRIS 99
インターネットを利用して最大99人で対戦を行う、基本となるモード。Ver.1.2.0以前、およびVer.1.3.0で有料追加コンテンツを購入していない場合は、このモードのみプレイ可能だった。
CPUバトル☆
Ver.1.3.0から追加。オフラインで98人分のCPUと対戦するモード。
マラソン☆
Ver.1.3.0から追加。オフラインで一定ライン数（150または999）のクリアを目指すモード。
敵からの攻撃が一切存在しない代わりに、10ラインを消すごとにレベルアップし、テトリミノの落下速度が上がって行く。150ラインモードの時のみ、ゲーム開始時のレベルを変更可能。
TETRIS 99 VIP
Ver.2.0.0から追加。一度でも「TETRIS 99」で優勝した経験があるプレイヤーのみ参加できる、上級モード。
基本的な内容やルールは前述の「TETRIS 99」と同じだが、他のモードと比べてテトリミノの落下スピードが速く設定され、最終的にはいわゆる「20G」状態になる。また、残り人数が10人になると強制的に専用の背景に変化する（スキンを変更している場合も背景は変化する）。
もちよりバトル☆
Ver.2.0.0から追加。ローカル通信でCPUとの対戦に最大8人まで同時参加可能なモード。
シェアバトル☆
Ver.2.0.0から追加。Joy-Conのおすそわけプレイで、CPUとの対戦に2人で参加可能なオフラインモード。
チームバトル
Ver.2.1.0から追加。赤、青、緑、黄色の4つのチームを自分で選び、団体戦で対戦するモード。
このモードには「とどめうち」と「バッジねらい」がなく、「指定チームにランダム」と「カウンター」しか作戦を選択できない。同じチームで1人でも生き残っていた場合、そのチームの中で最後まで参加もしくは観戦していた全員がテト1を取ることができる。また、このモードでは残り人数に関係なく、一定時間が経過することでテトリミノ落下速度やせり上がるまでの時間といったゲームスピードが速くなる。
パスワードマッチ
Ver.2.1.0から追加。「テトリス99」と「チームバトル」でパスワードを設定し、特定のユーザーとプレイする事が出来る。
ただし、「CPUバトル」と同じように普段より貰える経験値が少なくなるほか、イベントやデイリーミッションの対象にはならない。
カスタマイズ
ゲーム画面のテーマや、表示するエンブレムを変更することができる。
カスタムテーマ
日々異なる4つの「デイリーミッション」をクリアして獲得したチケットを15枚使うことで、さまざまなテーマを開放することができる。開放したテーマもここで切り替え可能。
Ver.2.1.0からはテト1カップでしか手に入らなかったテーマの一部が、チケット30枚で購入することが出来るようになった。
エンブレム
さまざまなミッションをクリアしたり、ランクを上げたりすると貰える勲章。入手するための条件もここで確認できる。
ステータス
これまでの統計や、過去10回分の結果を確認できる。
オプション
使用するボタンや、バイブレーションおよびテトリミノの影の有無の設定ができる。スタッフクレジットもここから閲覧可能。
ボタン設定
Ver.2.1.0からは、テトリミノの操作やHOLDに使用するボタンを自由にカスタマイズできるようになった。ハードドロップの有無の切り替えも可能。

## 開発

### 経緯・スタッフィング
本作は、『メトロイド』シリーズ等の開発に携わった中田隆一がディレクターを務めた。
2018年4月、任天堂の企画会議の中でバトルロイヤルゲームの流行について触れられた際、中田が別の場所でテトリスの新作を希望する声があったことを思いだし、この2つを結びつけたゲームの開発を提案した。この提案は、他の会議の参加者にとっては想像がしにくかったため、中田はすでに組み立てていた「自プレイヤーのプレイ画面が中央にあり、その周囲に他プレイヤーのプレイ画面が並ぶ」というイメージを仮画面として会議のメンバーに作らせ、全員に見て貰ったところ好評を得て、本作の開発が決定した。
この時点では、ゲームとしての仕様は固まっておらず、バトルロイヤルゲームの研究も企画が通った後に行われた。また、仮画面では100人での対戦を想定していたが、画面構成および見栄えの都合上、1人減らした99人に変更された。
テトリスの版権元であるブループラネットソフトウェア（BPS）には開発中である旨を早い段階で伝えていたものの、配信直前になって初めてテトリスでバトルロイヤルを行うという具体的なアイデアを伝えた。BPS側はこのアイデアに驚いていたものの、テストプレイを通じてアイデアを肯定的に受け止めた。
本作のプロデューサーには『ポケットモンスター』シリーズに長年携わってきた木梨玲が起用された。木梨は99人でのテトリス対戦がゲームとして面白いのか不安視していたが、『テトリス ザ・グランドマスター』などの開発実績を持つアリカに相談したところ、1ヶ月もたたないうちにプロトタイプが完成し、テストプレイへと移行した。

### テストプレイ
2018年7月頃から配信直前まで、大人数でのテストプレイが定期的に行われ、途中から毎週3時間99人によるテストプレイも行われた。
テストプレイには、アリカや企画会議のメンバー、さらには任天堂のデバッグ・テストプレイ専門会社マリオクラブが参加した。レポートやヒアリングを通じてフィードバックが集められ、時には同じ会議室に集まってテストするときもあった。
最初は99人での対戦ができるものだけだったが、それでも本作独自の面白さを感じたと木梨は箭本進一とのインタビューの中で振り返っている。
テストプレイ初期は、攻撃相手をスティックやタッチで選択する仕様だったが、テトリミノを組むのに精一杯なプレイヤーは攻撃相手を選択する余裕が無いことから、自動で攻撃相手を選択する「作戦」機能が追加された。作戦候補は8つあったが、「とどめうち」「バッジねらい」「カウンター」「ランダム」の4つに決定した。
没となった作戦候補のうち、同じ作戦を選択しているプレイヤーと1対1の戦いに持ち込む「タイマンうち」は、本作のバトルロイヤルというコンセプトにそぐわないという意見が多く寄せられたことから没となった。また、テトリミノをまとめて消して、相手の攻撃を無効化する「シールド」は、この作戦だけを使うテストプレイヤーが現れたことから攻撃の応酬が発生せず、ゲームの進行が停滞することから、不採用となった。また、木梨の予想以上に、積極的に相手に攻撃しに行くのでは無く、目立たないように攻撃を避けながら順位を上げるテストプレイヤーの数が多かったことも試合の膠着につながっていたため、倒した相手から「K.O.バッジ」を奪って攻撃力を上げるシステムが導入された。
採用された作戦についても、リスクとリターンを念頭に置いた調整が施された。たとえば、「カウンター」は多くの相手に狙われて理不尽な思いをさせないように、狙われた人数によって攻撃力を上げるシステムが追加された。これにより、ピンチになったプレイヤーを攻撃する「とどめうち」で複数のプレイヤーから狙われた場合、「カウンター」で強力な反撃が出来るようになった。
そして、2018年10月に、本作の試作版が完成した。
任天堂では大規模なオンライン対戦の経験が無いことから、当初木梨は通信については不安視していたものの、設計の段階から確実な方針を立てた上で、社内のサーバ担当者とも打ち合わせを重ね、試作版ができあがるころにはしっかりとした通信環境が整っていた。これにより、製品版配信後も、オンラインゲームにありがちなサービスイン直後のトラブルは発生しなかった。

### 製品版の配信へ
試作版ができあがった後、製品化に向けてのブラッシュアップが行われた。
木梨は世界規模でイベントを行うことを考えていたため、各国の言語に対応したテキストの用意や、法務面での調整といったイベントの仕組みづくりで苦労したと4Gamer.netとのインタビューで述べている。
木梨はβテストの開催も検討したが、βテスト後にサーバーが止まって正式サービスのアナウンスが流れたらプレイヤーが落胆すると考え、βテストなしで配信することに決めた。また、触っていくうちに理解して欲しいという考えから、あえてゲーム内では詳細なルールの説明をしなかった。木梨らとインタビューを行った箭本進一はこの方針について任天堂らしいと評している。
構想から1年足らずの2019年2月14日、本作の製品版が配信され、それから間もない2019年3月8日には初のイベント「テトリス99配信記念　テト1カップ」を実施した。

## ゲーム内イベント（テト1カップ）
およそ月に1回不定期で実施される期間限定イベント。ある特定のミッションをクリアすることで、マイニンテンドーポイント、またはゲームスキンを獲得することができる 。
以下、特筆の無いものは「TETRIS 99」が対象となる。
| 回 | タイトル                                                  | 開催期間                                                 | 内容 |
| -- | --------------------------------------------------------- | -------------------------------------------------------- | --- |
| 1  | テトリス99配信記念！                                      | 2019年03月08日（金）22：00～ 2019年03月11日（月）15：59  | 期間内に「テト1」を獲得した人の中から抽選で999人に999ゴールドポイントをプレゼント。 |
| 2  | みんなでポイント争奪祭！                                  | 2019年04月12日（金）22：00～ 2019年04月15日（月）15：59  | 期間中、順位に応じてイベントポイントを獲得。 イベントポイントを100ポイント獲得した人の中から抽選で999人に999ゴールドポイントをプレゼント。                                                                                        |
| 3  | テトリス35周年記念祭！                                    | 2019年05月17日（金）22：00～ 2019年05月20日（月）15：59  | 期間中、順位に応じてイベントポイントを獲得。 イベントポイントを100ポイント獲得した人全員に「スペシャルテーマ01」をプレゼント。 |
| 4  | 夏だ!ポイント争奪祭！                                     | 2019年06月21日（金）16：00 ～ 2019年06月24日（月）15：59 | 期間中、順位に応じてイベントポイントを獲得。 イベントポイントを100ポイント獲得した人の中から抽選で999人に999ゴールドポイントをプレゼント。                                                                                        |
| 5  | スプラトゥーン2 コラボ祭！                                | 2019年07月12日（金）16：00 ～ 2019年07月16日（火）15：59 | 期間中、順位に応じてイベントポイントを獲得。 イベントポイントを合計100ポイント獲得した人全員に「スペシャルテーマ02」をプレゼント。                                                                                                |
| 6  | ファイアーエムブレム 風花雪月 コラボ祭！                  | 2019年08月23日（金）16：00 ～ 2019年08月27日（火）15：59 | 期間中、順位に応じてイベントポイントを獲得。 イベントポイントを合計100ポイント獲得した人全員に「スペシャルテーマ03」をプレゼント。                                                                                                |
| 7  | スーパーカービィハンターズ コラボ祭！                     | 2019年09月20日（金）16：00 ～ 2019年09月24日（火）15：59 | 期間中、順位に応じてイベントポイントを獲得。 イベントポイントを合計100ポイント獲得した人全員に「スペシャルテーマ04」と、 『スーパーカービィハンターズ』で使えるジェムリンゴ99個がダウンロードできるダウンロード番号をプレゼント。 |
| 8  | ルイージマンション3 発売直前祭！                          | 2019年10月25日（金）16：00 ～ 2019年10月29日（火）15：59 | 期間中、順位に応じてイベントポイントを獲得。 イベントポイントを合計100ポイント獲得した人全員に「スペシャルテーマ05」をプレゼント。                                                                                                |
| 9  | 『ポケットモンスター ソード・シールド』発売直前祭！       | 2019年11月08日（金）16：00 ～ 2019年11月12日（火）15：59 | 期間中、順位に応じてイベントポイントを獲得。 イベントポイントを合計100ポイント獲得した人全員に「スペシャルテーマ06」をプレゼント。                                                                                                |
| 10 | チームバトルでポイント争奪祭！                            | 2019年12月13日（金）16：00 ～ 2019年12月17日（火）15：59 | 「チームバトル」が対象。期間中、チームの順位に応じてイベントポイントを獲得。 イベントポイントを100ポイント獲得した人の中から抽選で999人に999ゴールドポイントをプレゼント。                                                        |
| 11 | 年初め!ポイント争奪祭！                                   | 2020年01月31日（金）16：00 ～ 2020年02月04日（火）15：59 | 期間中、順位に応じてイベントポイントを獲得。 イベントポイントを100ポイント獲得した人の中から抽選で999人に999ゴールドポイントをプレゼント。                                                                                        |
| 12 | リングフィットアドベンチャー コラボ祭！                   | 2020年04月24日（金）16：00 ～ 2020年04月28日（火）15：59 | 期間中、順位に応じてイベントポイントを獲得。 イベントポイントを合計100ポイント獲得した人全員に「スペシャルテーマ07」をプレゼント。                                                                                                |
| 13 | あつまれ どうぶつの森 コラボ祭！                          | 2020年05月15日（金）16：00 ～ 2020年05月19日（火）15：59 | 期間中、順位に応じてイベントポイントを獲得。 イベントポイントを合計100ポイント獲得した人全員に「スペシャルテーマ08」をプレゼント。                                                                                                |
| 14 | ゼノブレイド コラボ祭！                                   | 2020年07月03日（金）16：00 ～ 2020年07月07日（火）15：59 | 期間中、順位に応じてイベントポイントを獲得。 イベントポイントを合計100ポイント獲得した人全員に「スペシャルテーマ09」をプレゼント。                                                                                                |
| 15 | ペーパーマリオ オリガミキング コラボ祭！                  | 2020年07月31日（金）16：00 ～ 2020年08月04日（火）15：59 | 期間中、順位に応じてイベントポイントを獲得。 イベントポイントを合計100ポイント獲得した人全員に「スペシャルテーマ10」をプレゼント。                                                                                                |
| 16 | 夏だ！復刻コラボ祭！                                      | 夏だ！復刻コラボ祭！                                     | 夏だ！復刻コラボ祭！ |
| 16 | 第1弾：あつまれ どうぶつの森                              | 2020年08月14日（金）16：00 ～ 2020年08月17日（月）15：59 | 期間中、順位に応じてイベントポイントを獲得。 イベントポイントを合計50ポイント獲得した人全員に「スペシャルテーマ08」をプレゼント。                                                                                                 |
| 16 | 第2弾：ルイージマンション3                                | 2020年08月17日（月）16：00 ～ 2020年08月20日（木）15：59 | 期間中、順位に応じてイベントポイントを獲得。 イベントポイントを合計50ポイント獲得した人全員に「スペシャルテーマ05」をプレゼント。                                                                                                 |
| 16 | 第3弾：リングフィット アドベンチャー                      | 2020年08月20日（木）16：00 ～ 2020年08月23日（日）15：59 | 期間中、順位に応じてイベントポイントを獲得。 イベントポイントを合計50ポイント獲得した人全員に「スペシャルテーマ07」をプレゼント。                                                                                                 |
| 17 | エキスパンションパス第2弾 配信直前祭！                    | 2020年10月16日（金）16：00 ～ 2020年10月20日（火）15：59 | 期間中、順位に応じてイベントポイントを獲得。 イベントポイントを合計50ポイント獲得した人全員に「スペシャルテーマ06」をプレゼント。                                                                                                 |
| 18 | スーパーマリオコレクション コラボ祭！                     | 2020年12月4日（金）16：00 ～ 2020年12月8日（火）15：59   | 期間中、順位に応じてイベントポイントを獲得。 イベントポイントを合計100ポイント獲得した人全員に「スペシャルテーマ11」をプレゼント。                                                                                                |
| 19 | カービィファイターズ2 コラボ祭！                          | 2021年1月8日（金）16：00 ～ 2020年1月12日（火）15：59    | 期間中、順位に応じてイベントポイントを獲得。 イベントポイントを合計100ポイント獲得した人全員に「スペシャルテーマ12」をプレゼント。                                                                                                |
| 20 | スーパーマリオ 3Dワールド + フューリーワールド コラボ祭！ | 2021年3月5日（金）16：00 ～ 2020年3月9日（火）15：59     | 期間中、順位に応じてイベントポイントを獲得。 イベントポイントを合計100ポイント獲得した人全員に「スペシャルテーマ13」をプレゼント。                                                                                                |
| 21 | ミートピア コラボ祭！                                     | 2021年6月18日（金）16：00 ～ 2020年6月22日（火）15：59   | 期間中、順位に応じてイベントポイントを獲得。 イベントポイントを合計100ポイント獲得した人全員に「スペシャルテーマ14」をプレゼント。                                                                                                |
| 22 | マリオゴルフ スーパーラッシュ コラボ祭！                  | 2021年7月9日（金）16：00 ～ 2020年7月13日（火）15：59    | 期間中、順位に応じてイベントポイントを獲得。 イベントポイントを合計100ポイント獲得した人全員に「スペシャルテーマ15」をプレゼント。                                                                                                |
| 23 | ゼルダの伝説 スカイウォードソード HD コラボ祭！           | 2021年8月6日（金）16：00 ～ 2021年8月10日（火）15：59    | 期間中、順位に応じてイベントポイントを獲得。 イベントポイントを合計100ポイント獲得した人全員に「スペシャルテーマ16」をプレゼント。                                                                                                |
| 24 | おすそわける メイド イン ワリオ コラボ祭！                | 2021年9月17日（金）16：00 ～ 2021年9月21日（火）15：59   | 期間中、順位に応じてイベントポイントを獲得。 イベントポイントを合計100ポイント獲得した人全員に「スペシャルテーマ17」をプレゼント。                                                                                                |
| 25 | モンスターハンターライズ コラボ祭！                       | 2021年10月8日（金）16：00 ～ 2021年10月12日（火）15：59  | 期間中、順位に応じてイベントポイントを獲得。 イベントポイントを合計100ポイント獲得した人全員に「スペシャルテーマ18」をプレゼント。                                                                                                |
| 26 | メトロイド ドレッド コラボ祭！                            | 2021年10月29日（金）16：00 ～ 2021年11月2日（火）15：59  | 期間中、順位に応じてイベントポイントを獲得。 イベントポイントを合計100ポイント獲得した人全員に「スペシャルテーマ19」をプレゼント。                                                                                                |
| 27 | マリオパーティ スーパースターズ コラボ祭！                | 2021年12月10日（金）16：00 ～ 2021年12月14日（火）15：59 | 期間中、順位に応じてイベントポイントを獲得。 イベントポイントを合計100ポイント獲得した人全員に「スペシャルテーマ20」をプレゼント。                                                                                                |
| 28 | Pokémon LEGENDS アルセウス 発売直前祭！                   | 2022年1月21日（金）16：00 ～ 2022年1月25日（火）15：59   | 期間中、順位に応じてイベントポイントを獲得。 イベントポイントを合計100ポイント獲得した人全員に「スペシャルテーマ21」をプレゼント。                                                                                                |
| 29 | 星のカービィ ディスカバリー コラボ祭！                    | 2022年4月22日（金）16：00 ～ 2022年4月26日（火）15：59   | 期間中、順位に応じてイベントポイントを獲得。 イベントポイントを合計100ポイント獲得した人全員に「スペシャルテーマ22」をプレゼント。                                                                                                |
| 30 | 夏だ！日替わり 復刻コラボ祭！                             | 夏だ！日替わり 復刻コラボ祭！                            | 夏だ！日替わり 復刻コラボ祭！ |
| 30 | 第1弾：スーパーマリオ 3Dワールド + フューリーワールド     | 2022年8月5日（金）16：00 ～ 2022年8月6日（土）15：59     | 期間中、順位に応じてイベントポイントを獲得。 イベントポイントを合計10ポイント獲得した人全員に「スペシャルテーマ13」をプレゼント。                                                                                                 |
| 30 | 第2弾：ミートピア                                         | 2022年8月6日（土）16：00 ～ 2022年8月7日（日）15：59     | 期間中、順位に応じてイベントポイントを獲得。 イベントポイントを合計10ポイント獲得した人全員に「スペシャルテーマ14」をプレゼント。                                                                                                 |
| 30 | 第3弾：マリオゴルフ スーパーラッシュ                      | 2022年8月7日（日）16：00 ～ 2022年8月8日（月）15：59     | 期間中、順位に応じてイベントポイントを獲得。 イベントポイントを合計10ポイント獲得した人全員に「スペシャルテーマ15」をプレゼント。                                                                                                 |
| 30 | 第4弾：ゼルダの伝説 スカイウォードソード HD               | 2022年8月8日（月）16：00 ～ 2022年8月9日（火）15：59     | 期間中、順位に応じてイベントポイントを獲得。 イベントポイントを合計10ポイント獲得した人全員に「スペシャルテーマ16」をプレゼント。                                                                                                 |
| 30 | 第5弾：おすそわける メイド イン ワリオ                    | 2022年8月9日（火）16：00 ～ 2022年8月10日（水）15：59    | 期間中、順位に応じてイベントポイントを獲得。 イベントポイントを合計10ポイント獲得した人全員に「スペシャルテーマ17」をプレゼント。                                                                                                 |
| 30 | 第6弾：メトロイド ドレッド                                | 2022年8月10日（水）16：00 ～ 2022年8月11日（木）15：59   | 期間中、順位に応じてイベントポイントを獲得。 イベントポイントを合計10ポイント獲得した人全員に「スペシャルテーマ19」をプレゼント。                                                                                                 |
| 31 | カービィのグルメフェス コラボ祭！                         | 2022年12月16日（金）16：00 ～ 2022年12月20日（火）15：59 | 期間中、順位に応じてイベントポイントを獲得。 イベントポイントを合計100ポイント獲得した人全員に「スペシャルテーマ23」をプレゼント。                                                                                                |
| 32 | ファイアーエムブレム エンゲージ コラボ祭！                | 2023年3月24日（金）16：00 ～ 2023年3月28日（火）15：59   | 期間中、順位に応じてイベントポイントを獲得。 イベントポイントを合計100ポイント獲得した人全員に「スペシャルテーマ24」をプレゼント。                                                                                                |
| 33 | 星のカービィ Wii デラックス コラボ祭！                    | 2023年4月21日（金）16：00 ～ 2023年4月25日（火）15：59   | 期間中、順位に応じてイベントポイントを獲得。 イベントポイントを合計100ポイント獲得した人全員に「スペシャルテーマ25」をプレゼント。                                                                                                |
| 34 | ピクミン4 コラボ祭！                                      | 2023年7月7日（金）16：00 ～ 2023年7月11日（火）15：59    | 期間中、順位に応じてイベントポイントを獲得。 イベントポイントを合計100ポイント獲得した人全員に「スペシャルテーマ26」をプレゼント。                                                                                                |
| 35 | ゼノブレイド3 コラボ祭！                                  | 2023年9月29日（金）16：00 ～ 2023年10月3日（火）15：59   | 期間中、順位に応じてイベントポイントを獲得。 イベントポイントを合計100ポイント獲得した人全員に「スペシャルテーマ27」をプレゼント。                                                                                                |
| 36 | スーパーマリオRPG コラボ祭！                              | 2023年11月10日（金）16：00 ～ 2023年11月14日（火）15：59 | 期間中、順位に応じてイベントポイントを獲得。 イベントポイントを合計100ポイント獲得した人全員に「スペシャルテーマ28」をプレゼント。                                                                                                |
| 37 | 超おどる メイド イン ワリオ コラボ祭！                    | 2023年12月1日（金）16：00 ～ 2023年12月5日（火）15：59   | 期間中、順位に応じてイベントポイントを獲得。 イベントポイントを合計100ポイント獲得した人全員に「スペシャルテーマ29」をプレゼント。                                                                                                |
| 38 | スーパーマリオブラザーズ ワンダー コラボ祭！              | 2023年12月15日（金）16：00 ～ 2023年12月19日（火）15：59 | 期間中、順位に応じてイベントポイントを獲得。 イベントポイントを合計100ポイント獲得した人全員に「スペシャルテーマ30」をプレゼント。                                                                                                |
| 39 | プリンセスピーチ Showtime! コラボ祭！                     | 2024年4月5日（金）16：00 ～ 2024年4月9日（火）15：59     | 期間中、順位に応じてイベントポイントを獲得。 イベントポイントを合計100ポイント獲得した人全員に「スペシャルテーマ31」をプレゼント。                                                                                                |
| 40 | フォーエバーブルー ルミナス コラボ祭！                    | 2024年5月10日（金）16：00 ～ 2024年5月14日（火）15：59   | 期間中、順位に応じてイベントポイントを獲得。 イベントポイントを合計100ポイント獲得した人全員に「スペシャルテーマ32」をプレゼント。                                                                                                |
| 41 | F-ZERO 99 コラボ祭！                                      | 2024年6月28日（金）16：00 ～ 2024年7月2日（火）15：59    | 期間中、順位に応じてイベントポイントを獲得。 イベントポイントを合計100ポイント獲得した人全員に「スペシャルテーマ33」をプレゼント。                                                                                                |
| 42 | スプラトゥーン3 コラボ祭！                                | 2024年8月16日（金）16：00 ～ 2024年8月20日（火）15：59   | 期間中、順位に応じてイベントポイントを獲得。 イベントポイントを合計100ポイント獲得した人全員に「スペシャルテーマ34」をプレゼント。                                                                                                |
| 43 | テトリス40周年祭！                                        | 2024年12月6日（金）16：00 ～ 2024年12月10日（火）15：59  | 期間中、順位に応じてイベントポイントを獲得。 イベントポイントを合計100ポイント獲得した人全員に「スペシャルテーマ35」をプレゼント。                                                                                                |
| 44 | ゼルダの伝説 知恵のかりもの コラボ祭！                    | 2024年12月20日（金）16：00 ～ 2024年12月24日（火）15：59 | 期間中、順位に応じてイベントポイントを獲得。 イベントポイントを合計100ポイント獲得した人全員に「スペシャルテーマ36」をプレゼント。                                                                                                |
| 45 | ドンキーコング リターンズ HD コラボ祭！                   | 2025年2月14日（金）16：00 ～ 2025年2月18日（火）15：59   | 期間中、順位に応じてイベントポイントを獲得。 イベントポイントを合計100ポイント獲得した人全員に「スペシャルテーマ37」をプレゼント。                                                                                                |

## 反響

### コミュニティの反応
本作はプレイヤー達から好意的に受け止められた。
また、プレイヤーの中には作戦の仕様を理解したうえで解説動画を投稿する者もおり、木梨はこの活動についてうれしい想定外だとしている。

### 評価
ライターの脳間寺院はリアルサウンドに寄せた記事の中で、パズルゲームとしての特性が、バトルロワイヤルゲームにありがちなテンポの悪さを打ち消したと評価している。